# Eatmewhileimhot!
Eat Me Raw (anteriormente Eatmewhileimhot! y Mister Owl) fue una banda de post hardcore formada en 2008 originaria de Joplin, Misuri y es el proyecto paralelo a los miembros de la banda de Indie rock Never Shout Never.
El estilo musical de la banda es metalcore, sus proyectos anteriores tenían influencias de pop punk y post-hardcore, con toques de electrónica, su último álbum se enfoca más en el metal extremo. Ellos han sido catalogados como joke metalcore.

## Historia

### Formación y primeros demos (2008)
Mister Owl se formó en Joplin, Misuri el 3 de febrero de 2008. En un principio comenzó como una especie de broma, sólo el aburrimiento puesto en la música pesada, pero más tarde pasó a ser una banda de tiempo completo. Ambos, Chris y Hayden son de 20 años de edad, Chris es reconocido con la banda de indie rock NeverShoutNever!. Los primeros demos realizados llevaban sintetizador, los cuales muestran sonidos post hardcore y metalcore, en los demos ihitasquirrelitchangedmylife y Cough Kid Cough. También contaban con 3 demos agregados a su álbum debut.

### All My Friends(2008-2009)
El EP All My Friends fue lanzado el 15 de agosto de 2008. En la versión del disco dice Mister owl, su nombre debió ser cambiado debido a los derechos de autor, pero se resolvió pronto, cambiando su nombre a eatmewhileimhot!. Desde el lanzamiento de su EP debut, la banda emprendió varias giras a través de América, incluso incluye una aparición en el Bamboozle 2008.
En los meses siguientes después de la liberación de All My Friends, la banda lanzaba canciones nuevas en línea, las cuales fueron Mother May I y Pain.

### xALBUMx(2009-2011)
El 15 de diciembre de 2009, lanzaron su primer sencillo de su álbum debut, xBURRITOx. En el año 2010, se publicaron las versiones de estudio de xDestroyx y Vampiresliveinmybrain (renombrada como xVAMPIRESx).
Vía MySpace la banda anunció que xALBUMx sería lanzado el 27 de julio de 2010. El álbum fue producido por la propia banda junto al productor Kevin Gates. El 7 de septiembre se lanzó la versión deluxe de xALBUMx.
El 4 de enero se puso a la venta el nuevo sencillo de la banda, Get up and die, el que fue lanzado oficialmente por la banda el 1 de abril.
El 18 de mayo, la banda anunció su adhesión al Bamboozle del año 2011.
El 31 de agosto de 2011, la banda realizó un mini-show en Buenos Aires, Argentina luego de la presentación de Never Shout Never siendo así la primera (y única) vez que eatmewhileimhot! dio un show en un país extranjero.

### MUSHROOM(2011-presente)
El 7 de diciembre, Christofer Drew anunció por la web de su disquera Loveway que el nuevo álbum de Eatmewhileimhot! sería titulado MUSHROOM, junto con esto el sencillo Damn Straight. El álbum fue oficialmente lanzado el 2 de marzo de 2012.
En marzo, fueron lanzados cuatro videos musicales, Damn Straight, Gates Of Hell, Anti-Venom y Judgement.

## Miembros
- Christofer Drew – voz, guitarra, percusión, programación <sónmall>(2008–2019)
- Hayden Kaiser – guitarra, batería, coros (2008–2018)
- Caleb Denison – batería (2010–2011), guitars (2008–2010)
- Nathan Elison – batería (2008–2010)
- Dustin Dobernig – teclados, sintetizadores (2008–2009)
- Taylor MacFee – bajo, coros (2008–2017)

## Discografía

### Álbumes y EP
| Año  | Título              | Casa discográfica     | Posición en el Chart |
| Año  | Título              | Casa discográfica     | US Heat              |
| ---- | ------------------- | --------------------- | -------------------- |
| 2008 | Mister Owl (EP)     | Independiente         | —                    |
| 2008 | All My Friends (EP) | Independiente/Loveway | —                    |
| 2010 | xALBUMx             | Loveway               | 46                   |
| 2012 | Mushroom            | Loveway               | —                    |
| 2017 | Untitled            | —                     | —                    |

### Sencillos
| Año  | Canción         | Álbum    |
| ---- | --------------- | -------- |
| 2009 | "xBURRITOx"     | xALBUMx  |
| 2011 | "Get Up & Die!" | n/a      |
| 2011 | "Damn Straight" | Mushroom |
| 2012 | "Anti-Venom"    | Mushroom |
| 2012 | "Gates Of Hell" | Mushroom |
| 2012 | "Judgement"     | Mushroom |

## Videografía
- "Damn Straight" (2012)
- "Anti-Venom" (2012)
- "Gates Of Hell" (2012)
- "Judgement" (2012)